# Pettyesszárnyú muslica
A pettyesszárnyú muslica (foltosszárnyú muslica, Drosophila suzukii) egy invazív, idegenhonos kártevő légyfaj. Közeli rokona a hazánkban is közönséges ecetmuslicának (Drosophila melanogaster). Eredeti élőhelye pontosan nem ismert, valószínűleg a Távol-Keletről származik. 2008-ban jelezték először Európában és Észak-Amerikában. Első hazai példányát az MTA-ATK Növényvédelmi Intézet munkatársai találták meg 2012-ben, az M7-es autópálya parkolójában, a Balaton déli partján. Nagyon gyorsan terjed Európában, jelenlegi tudásunkkal nem állítható meg.

## Elnevezései
A magyar nyelven egyaránt hívják pettyes-, illetve foltos szárnyú muslicának. Angolul és németül több nevét is használják, de sok publikációban megelégszenek a tudományos névvel. Fontos megjegyezni, hogy az angol irodalomban a „fruit fly”, azaz „gyümölcslégy” elsősorban a magyarul fúrólegyeknek hívott családra (Tephritidae) vonatkozik, míg a vinegar fly a magyarul gyümölcslegyeknek is nevezett harmatlegyekre (Drosophilidae).
Drosophila suzukii magyar és néhány fontosabb külföldi elnevezése:
- pettyesszárnyú muslica
- foltosszárnyú muslica
- spotted-wing drosophila (angol)
- cherry vinegar fly (angol)
- Kirschessigfliege (német[1])

Könnyen összetéveszthető, más fajokra vonatkozó nevek
- cseresznyelégy = Rhagoletis cerasi
- cherry fruit fly = Rhagoletis indifferens

## Származása, elterjedése

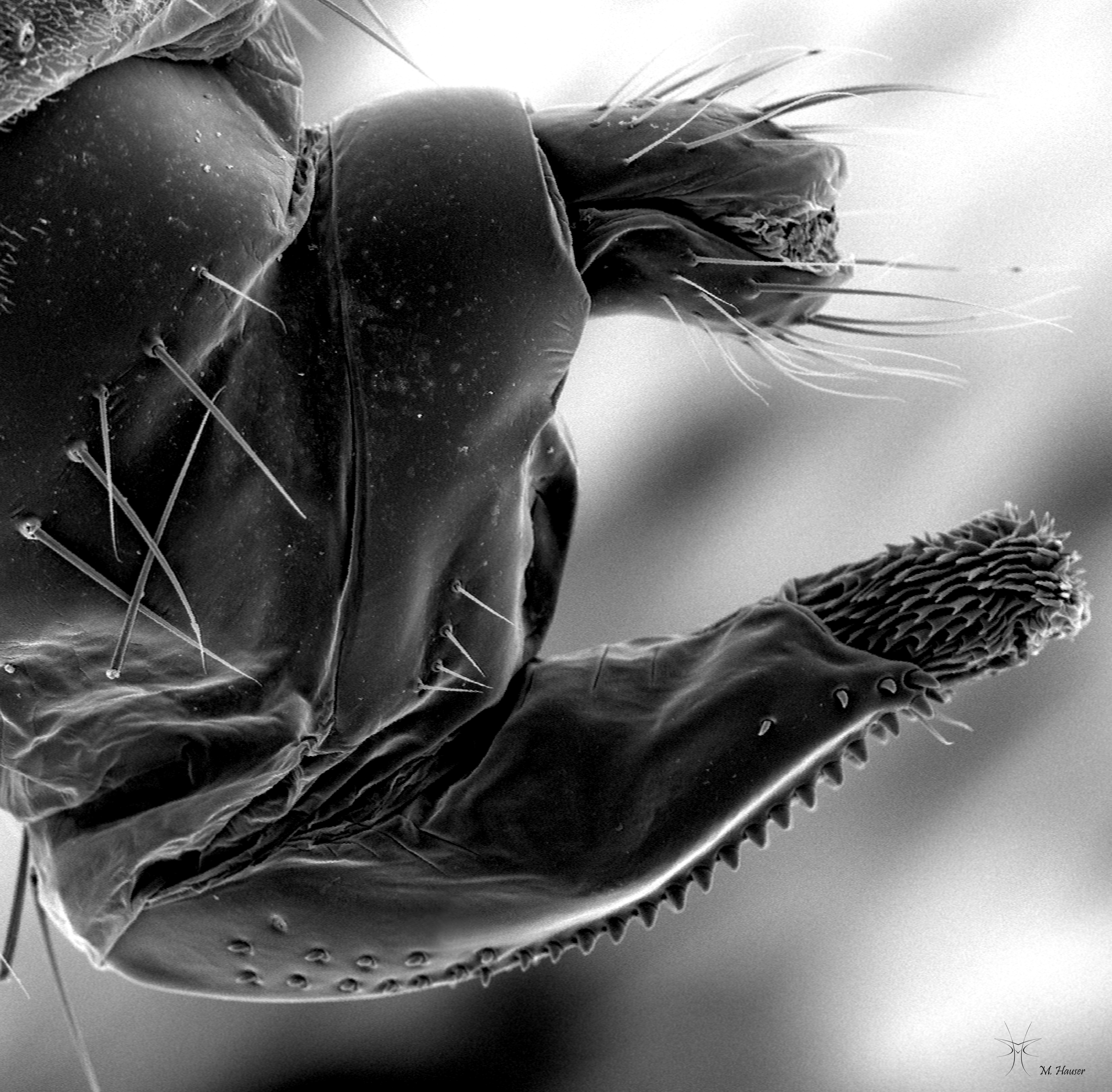
A nőstény D. suzukii tojócsöve

A fajt Japánban gyűjtött egyedek alapján írták le, azonban feltehetően oda is behurcolták. Eredeti élőhelye feltehetőleg Kína és Korea térsége. Hawaiiról a hatvanas években már kimutatták.
Behurcolt populációi jöttek létre Ausztráliában, Észak-Amerikában és Európában.
Európában jelenleg Olaszországból, Spanyolországból, Franciaországból, Németországból, Hollandiából, Belgiumból, az Egyesült Királyságból, Ausztriából, Szlovéniából, Horvátországból és Magyarországon ismert. Észak-Amerikában az USA-ból és Kanadából mutatták ki.
Hazánkban először az M7 autópálya táskai pihenőhelyén fogták több példányát 2012 őszén. Mára az egész országban elterjedt, Nógrád megyében gazdaságilag is mérhető kárt okozott 2015-ben málnában.

## Megjelenése, felépítése
Apró (2–3,5 mm-es) legyecske. Vagyon hasonlít az ecetmuslicára (D. melanogaster). Teste sárgás-barnás, a potrohon sötétebb csíkokkal. Szemei pirosak. A faj elnevezése a hímek szárnyának hegyén található sötét pöttyről ered. Könnyen összetéveszthető más fajokkal, más éghajlatunkon előforduló és foltosa szárnyú muslicákkal.
A hímek elülső lábának első és a második lábfejízén sötét, fésűszerűen rendezett apró sörték nőnek. A nőstények szárnya nem mintás, lábfejízeiken nincsenek sötét sörték. Tojócsövük jellegzetesen, apró, sötét kitinfogakkal szklerotizált. Kis, fehér lárváik 3,5 mm-esre nőnek meg. A nőstényeik a tojócső és színezetük alapján határozhatók meg.

## Életmódja, élőhelye
Eddigi ismerteink szerint áttelelni csak az imágók képesek. A kifejlett legyek élettartama néhány héttől akár tíz hónapig is terjedhet, nemzedékenként eltérő. Az év elején kifejlődő nemzedékek életciklusa általában rövidebb, mint az őszieké. Fogságban a késői generációkból kifejlődött hímek jelentős része és a nőstények többsége áttelel, így akár 300 napig is élhet. Megfelelő körülmények között laboratóriumban egy év alatt akár 13 nemzedéke is kifejlődhet. A gyümölcsben és azon kívül a talajon egyaránt bábozódhat.

### Tápnövényei
Más muslicákkal ellentétben elsősorban nem a rothadó, túlérett gyümölcsökre petézik, hanem a frissen érettekre vagy még érőkre. A nőstény hegyes, fűrészes tojócsövével szakítja fel a vékonyabb héjú bogyós növények termését és oda petézik.
Gyakorlatilag valamennyi vékony héjú bogyós növény termése táplálékául szolgálhat. A megtermékenyített nőstény felkeresi az érő gyümölcsöt, fűrészes tojócsöve segítségével felszakítja annak héját és belepetézik. Egy petézés során általában 1-3 petét rak. Egy gyümölcsre több nőstény is rakhat petét.